# 別府温泉

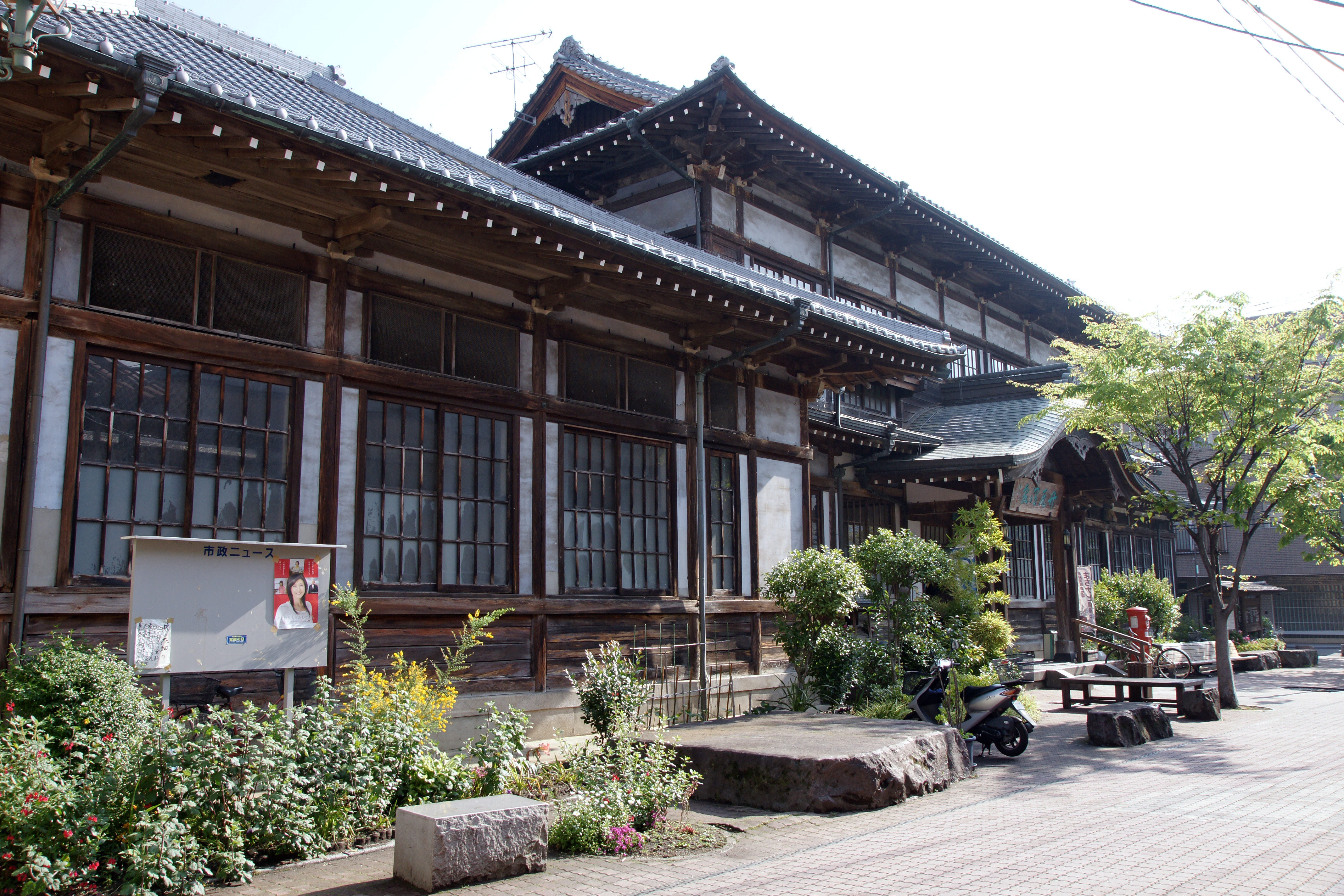
竹瓦温泉

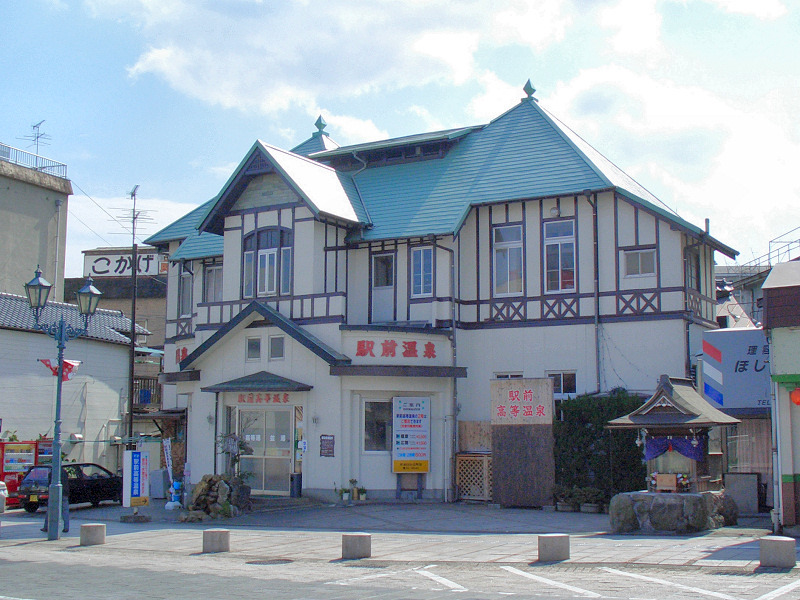
駅前高等温泉

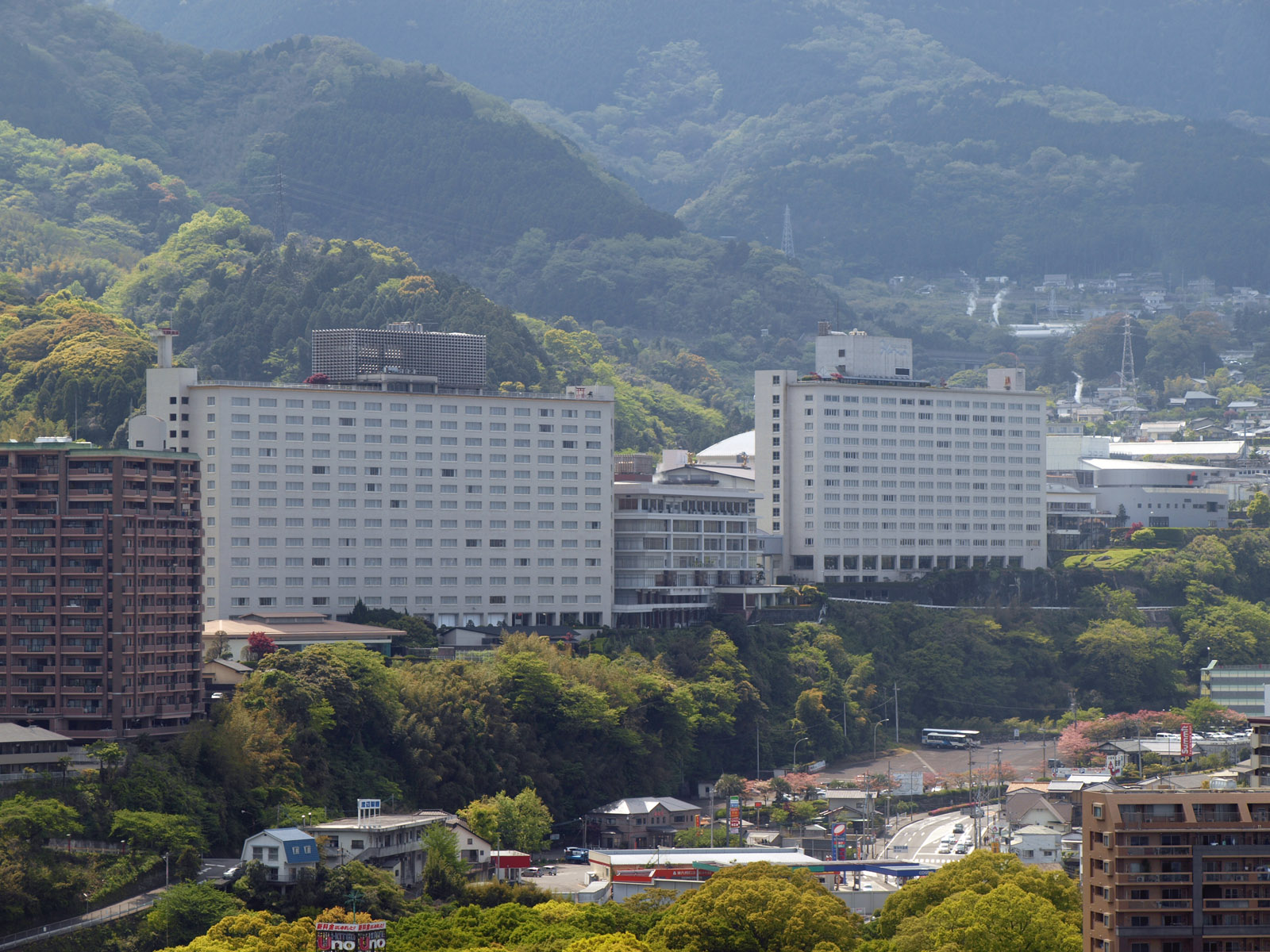
観海寺温泉の大型リゾートホテル

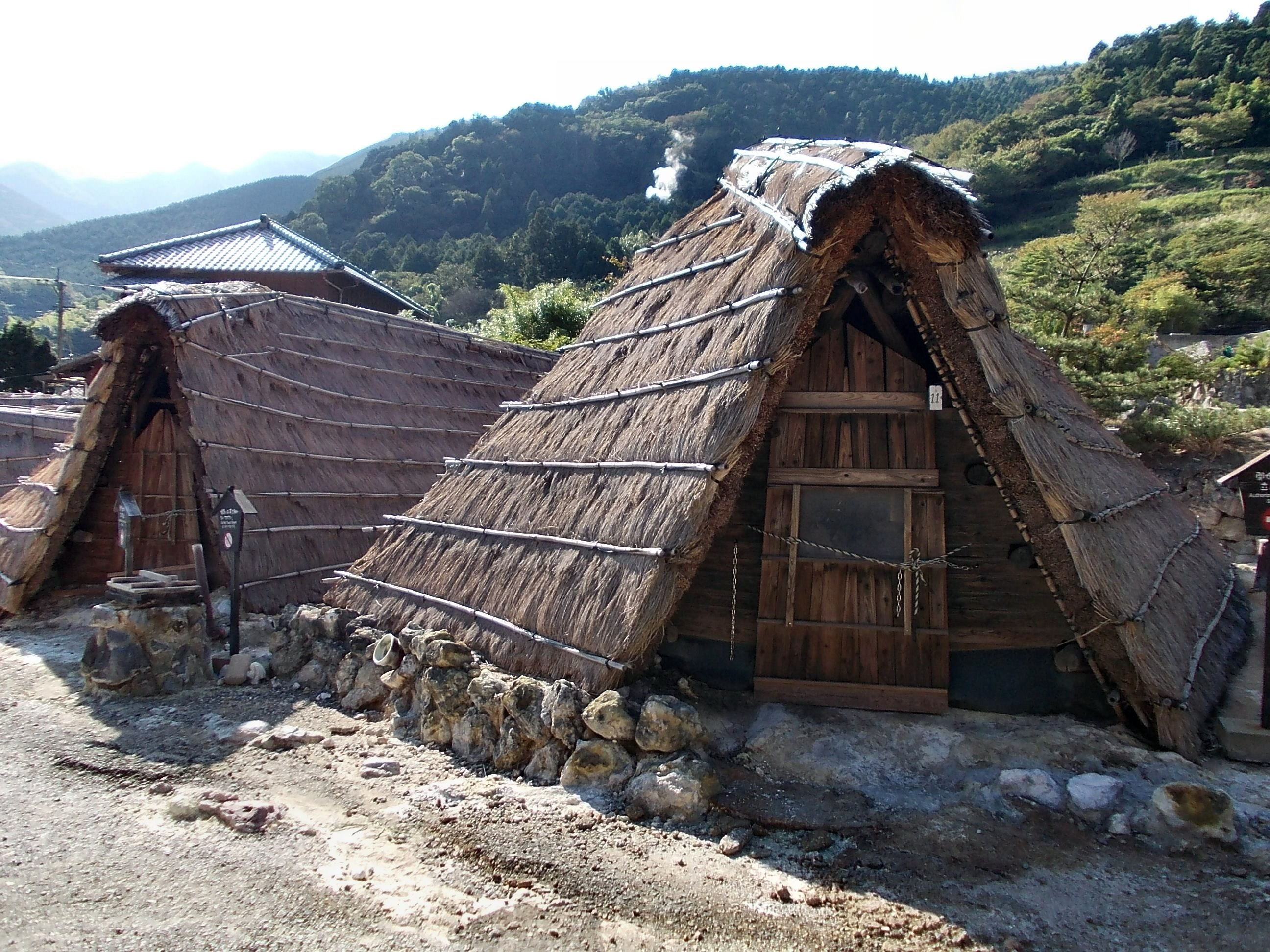
明礬温泉の湯の花小屋

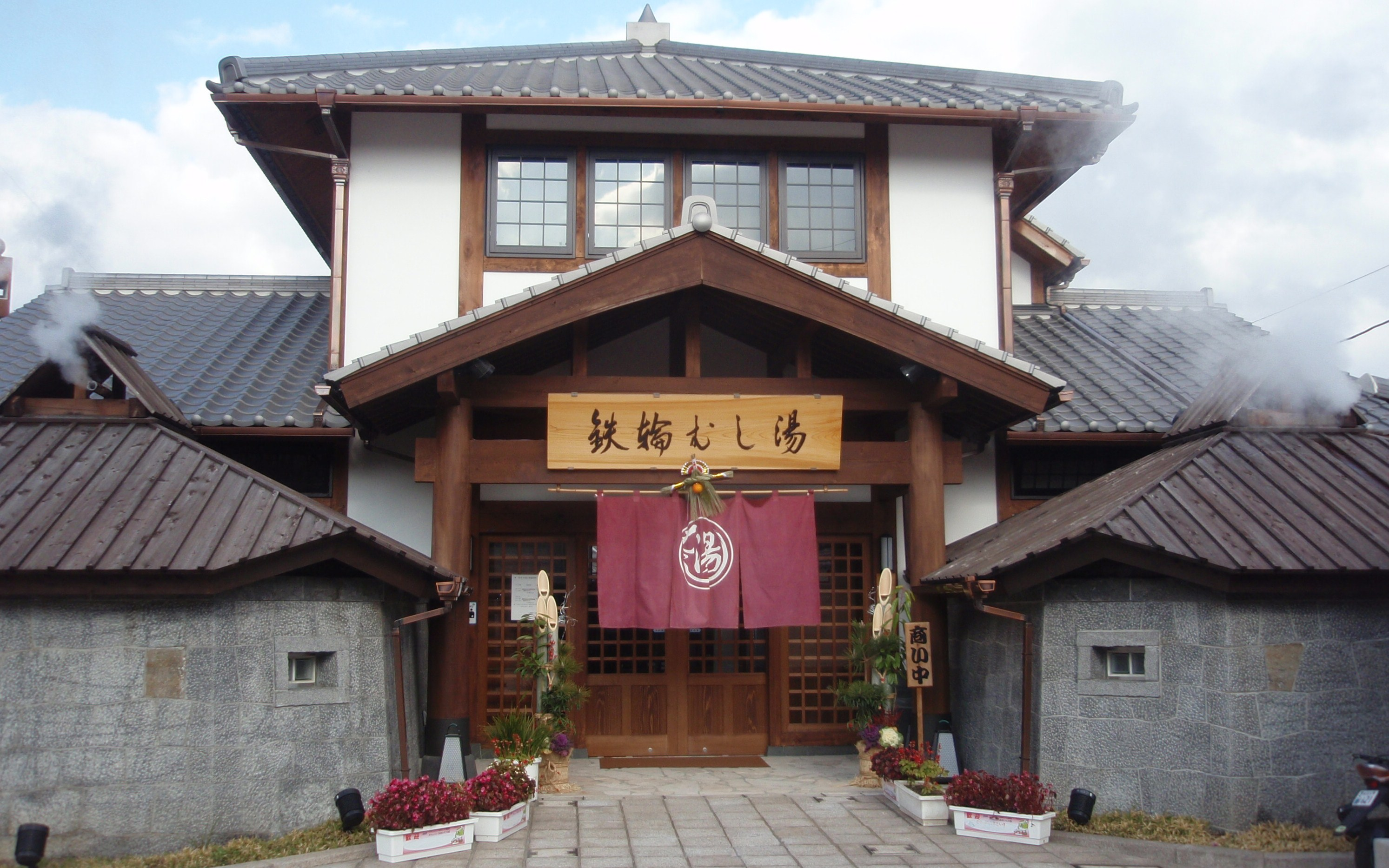
鉄輪むし湯

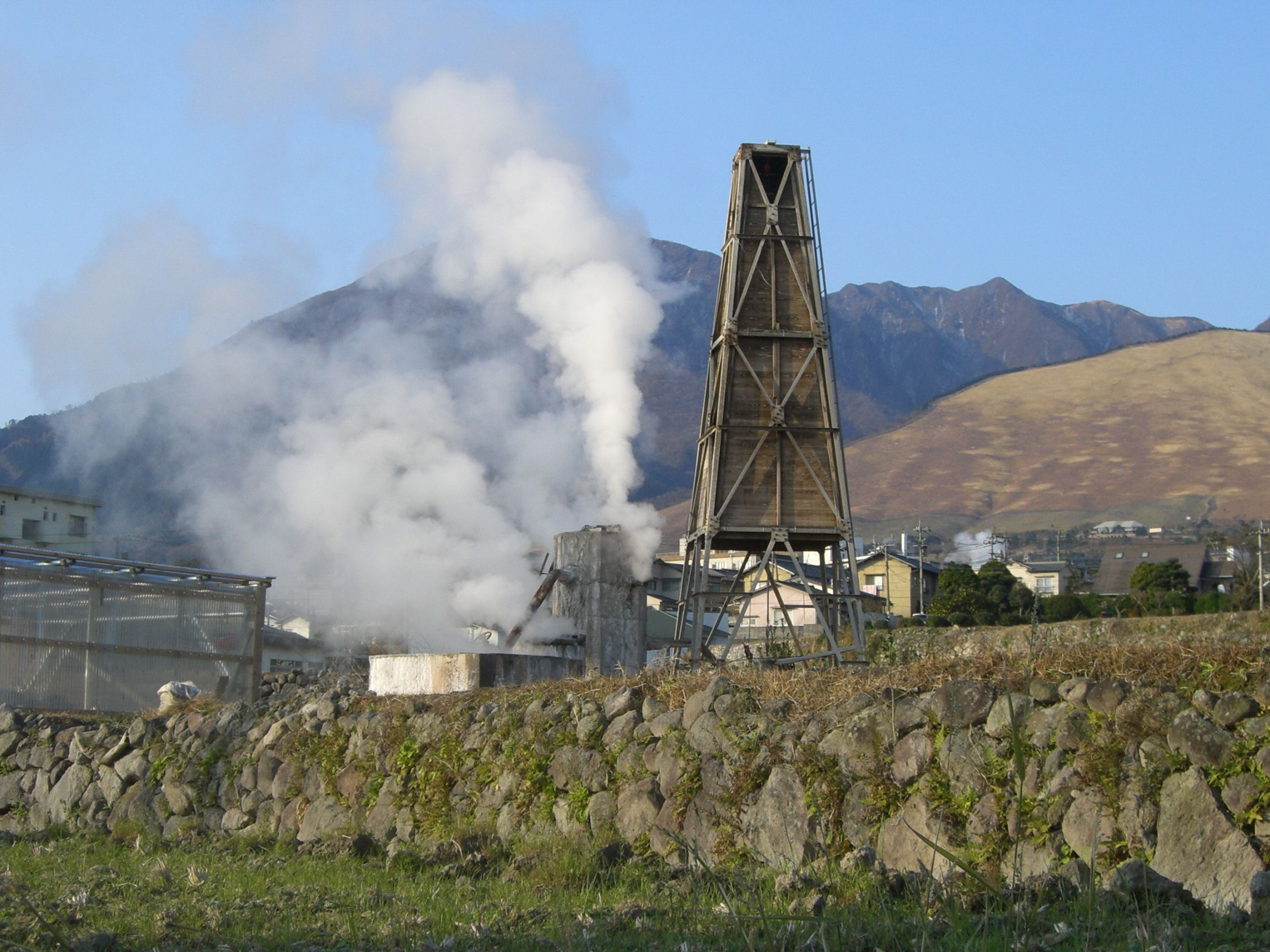
鉄輪付近の源泉

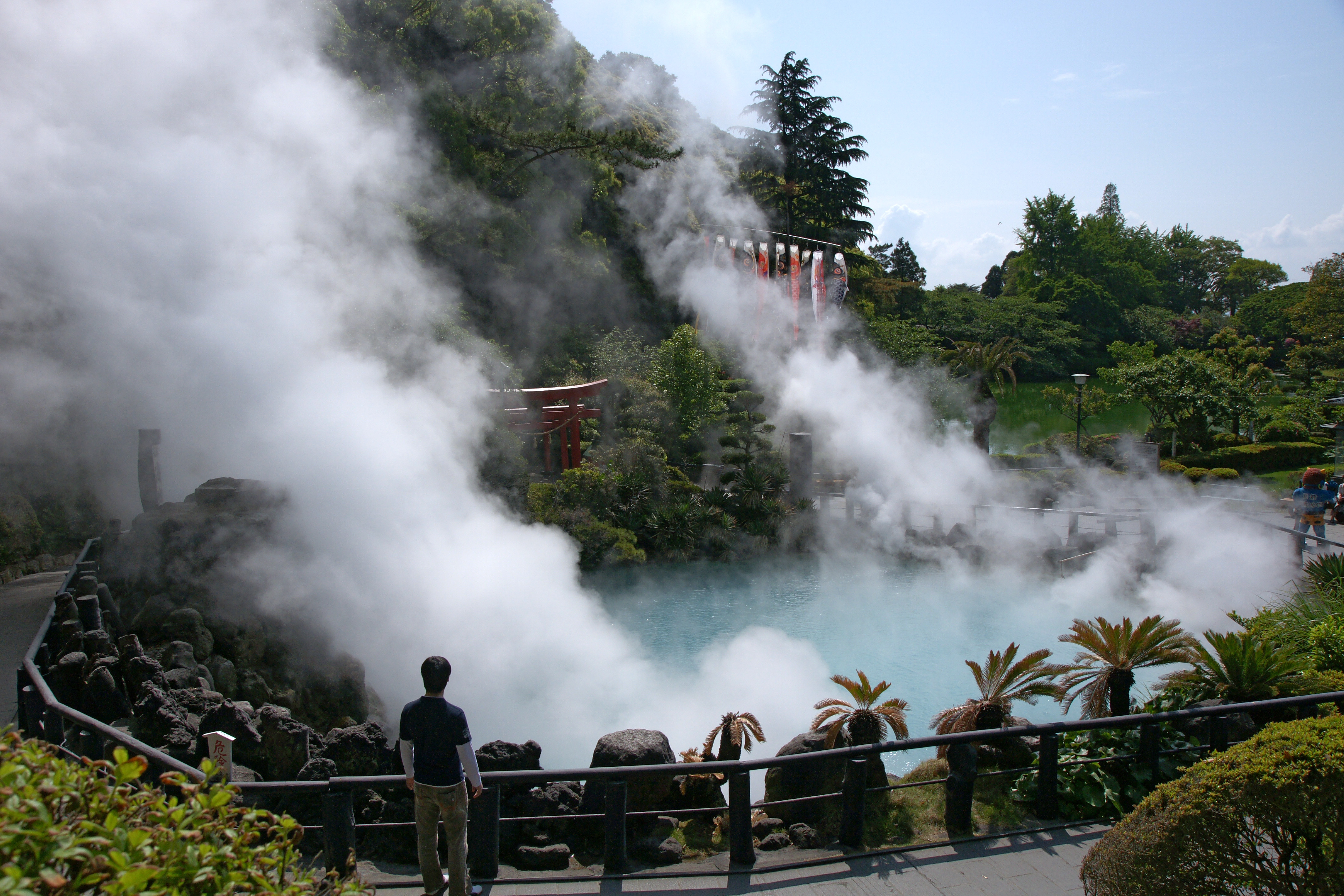
名勝 海地獄

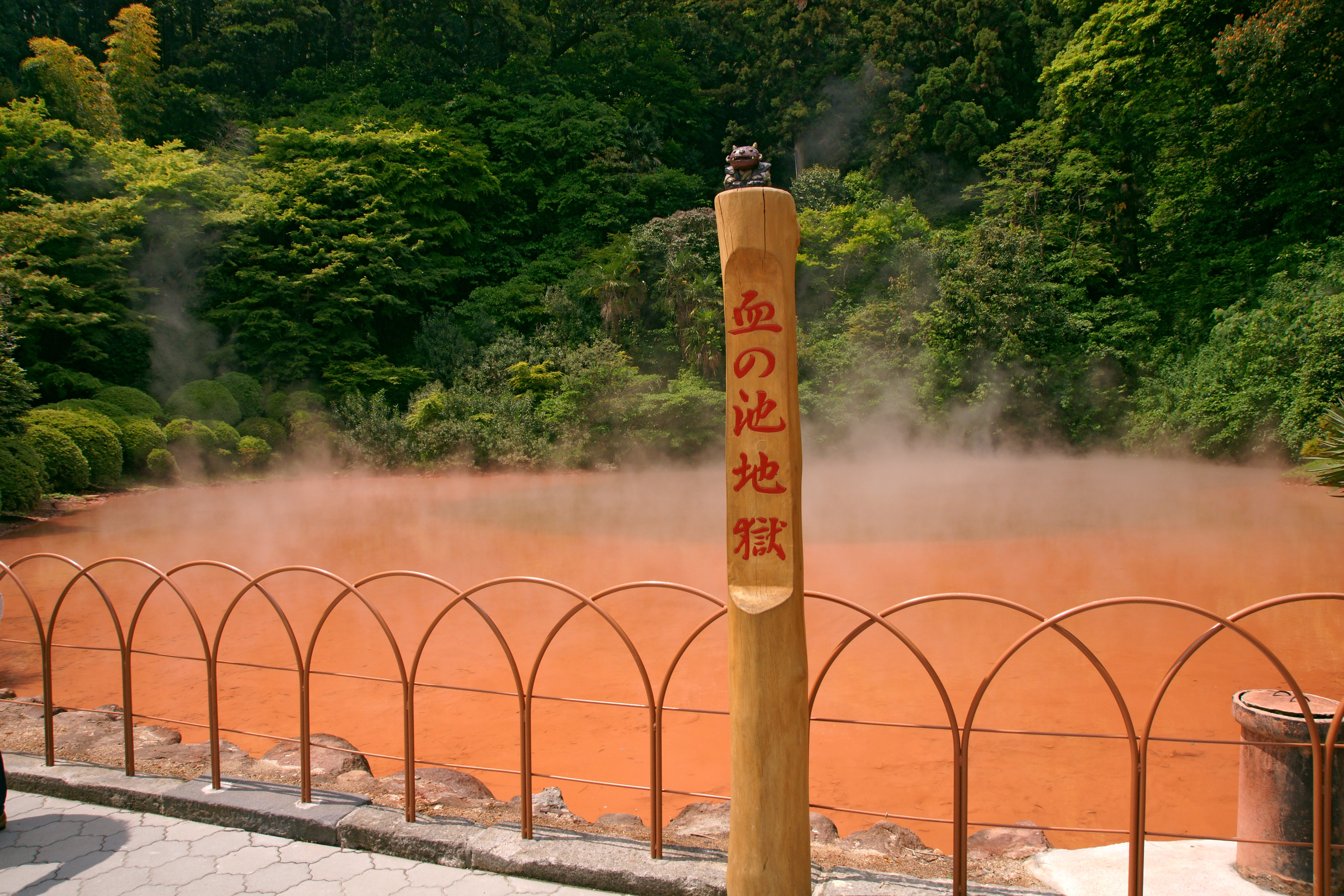
名勝 血の池地獄

別府温泉（べっぷおんせん）は、大分県別府市内各地に数百ある温泉の総称。広義には別府温泉郷ともいい、特に古くから由来のある八つの温泉地は別府八湯（べっぷはっとう、1996年（平成8年）8月8日選定）と呼ばれている。狭義には広義の別府温泉（別府八湯）を構成する温泉のうちの別府市中心部にある温泉街（歴史的には北浜温泉）をいう（「#別府温泉」参照）。温泉都市として知られる別府は、源泉数、湧出量ともに日本一。

## 概要
泉都とも呼ばれる別府市には、鶴見岳（標高1375メートル）とその約4キロメートル北にある伽藍岳（別名「硫黄山」、標高1045メートル）という2つの火山の東側に多数の温泉が湧き出ている。また、奇観を呈する自然湧出の源泉を観光名所化した別府地獄めぐりなど観光スポットも充実しており、別府市には毎年800万人を超える観光客が訪れる。豊かな温泉資源は観光や、市民生活だけでなく、古くは明礬の生産から、地熱発電、医療、花き栽培、養魚業、最近では温泉泥美容まで、様々な産業に幅広く利用されている。

## 別府八湯
別府市内には古くから由来の異なる温泉郷が8つあり、「別府八湯」と呼ばれているが、これは1996年（平成8年）8月8日8時8分8秒に地元の観光産業研究会が「別府八湯勝手に独立宣言」を提唱して定着したものである。昭和初期の別府温泉郷は、主に湯治向けの鉄輪温泉と明礬温泉、保養的な観海寺温泉、歓楽街の色彩が強い浜脇温泉と北浜温泉（別府温泉）に大まかに分かれていた。
別府八湯では、毎年4月初めに別府八湯の豊かな温泉の恵みに感謝して別府八湯温泉まつりが開催されている。また、2001年（平成13年）から開催されている別府八湯温泉泊覧会（オンパク）や、別府八湯の選び抜かれた温泉施設から88湯に入浴し、温泉道名人の認定を目指す別府八湯温泉道という体験型イベントがある。　

### 別府温泉
別府（べっぷ）温泉は、JR別府駅周辺に位置する温泉街である。歴史的には北浜温泉と呼ばれた。駅に近く交通の便がよい。単純泉、食塩泉、重曹泉、重炭酸土類泉など多数の温泉が湧き、各泉質に応じて効能がある。地元住民を対象とした町内会経営の共同温泉も多く、観光客も利用できる。温泉街は別府八湯の中では最も歓楽的な要素が強く、夜になれば飲食店や別府タワーなど繁華街のネオンが煌く。
元寇の役の戦傷者が保養に来たという楠温泉など、古くから流川の川沿いにいくつもの温泉が湧き出し、江戸時代後期の温泉番付にも登場する。昔の別府の玄関口旧別府港（楠港）の開港とともに発展した温泉街で、旧港の近くには入母屋破風の外観を持つ市営温泉「竹瓦温泉」があり、温泉のほかに砂湯（温泉で温められた砂を体にかけてもらう）が楽しめる。竹瓦温泉と竹瓦小路木造アーケードは、「別府温泉関連遺産」として2009年（平成21年）2月6日に近代化産業遺産に認定されている。鎮守神である温泉神社は現在は八幡朝見神社に合祀されており、楠港の開港時に祀られた波止場神社は竹瓦温泉の北にある。

### 浜脇温泉
浜脇（はまわき）温泉は、朝見川の河口一帯にある温泉街で、JR東別府駅（浜脇駅として開設された）の前の海沿いに位置する。市営温泉「浜脇温泉・湯都ピア浜脇」がある他は、小さな共同温泉が多い。
現在は名前の由来となった、砂浜に温泉が湧く様子は見られないが、鎌倉時代には八幡朝見神社の門前町として栄え、大友氏が温泉奉行を置いて温泉を整備した。江戸時代後期の1817年（文化14年）に書かれた温泉番付『諸国温泉功能鑑』では、西の前頭三枚目で別府温泉よりも上位にランキングされ、河口の船溜も湯治舟で賑わっていた。炭酸水素塩泉、塩化物泉など。

### 観海寺温泉
観海寺（かんかいじ）温泉は、朝見川上流の山の斜面の古い街道沿いにある温泉街で、別府湾の見晴らしがよい。単純泉、含重曹食塩泉で神経痛・リューマチに効能がある。大型リゾートホテル「杉乃井ホテル」と、室内温水プール「アクアビート」、ボウリング場、劇場や大展望露天風呂などのレジャー施設が並ぶ。
1931年（昭和6年）10月28日には火災があり、温泉街がほぼ全焼した歴史がある。

### 堀田温泉
堀田（ほりた）温泉は、観海寺温泉のさらに奥、由布院温泉へ向かう九州横断道路（やまなみハイウェイ）沿いにある源泉地帯で、江戸時代に開かれた静かな山の湯治場である。湯量が豊富で、別府市内の共同温泉などへの給湯もされている。大分県道52号別府庄内線沿いに市営温泉「堀田温泉」がある。泉質は、弱酸性低張性高温泉、硫黄泉である。

### 明礬温泉
明礬（みょうばん）温泉は、別府市街から少し離れた伽藍岳中腹の標高400メートルの所にある地熱地帯で、その名の通り江戸時代から明礬（湯の花）や鉱泥が採取されてきた山の温泉街。
第二次世界大戦中は、神経痛などに効能があるとされた鉱泥の生産のために、源泉の一つである紺屋地獄の一帯約2000坪が帝国軍人援護会により買収されたこともあった。
戦後は、急傾斜の地熱地帯に別府石の石垣が築かれ湯の花小屋が建ち並び湯けむりの立ち込める明礬温泉の景観が評価され、鉄輪温泉とともに「別府の湯けむり・温泉地景観」の名称で国の重要文化的景観として選定されている。湯の花の採取施設である湯の花小屋は、一部見学が可能である。泉質は、酸性硫化水素泉、緑ばん泉で神経痛やリューマチ、皮膚病に効能があり、市営温泉「鶴寿泉」がある。コロイド硫黄を含んで白濁した温泉が多いが、別府温泉保養ランドでは美肌効果の高い「ドロ湯」が味わえる。また、別府湾や別府市の街並みを見渡せる地区の高台にはANAインターコンチネンタル別府リゾート&スパがある。
別府明礬温泉の湯の花製造技術は、国の重要無形民俗文化財に指定されている。

### 鉄輪温泉

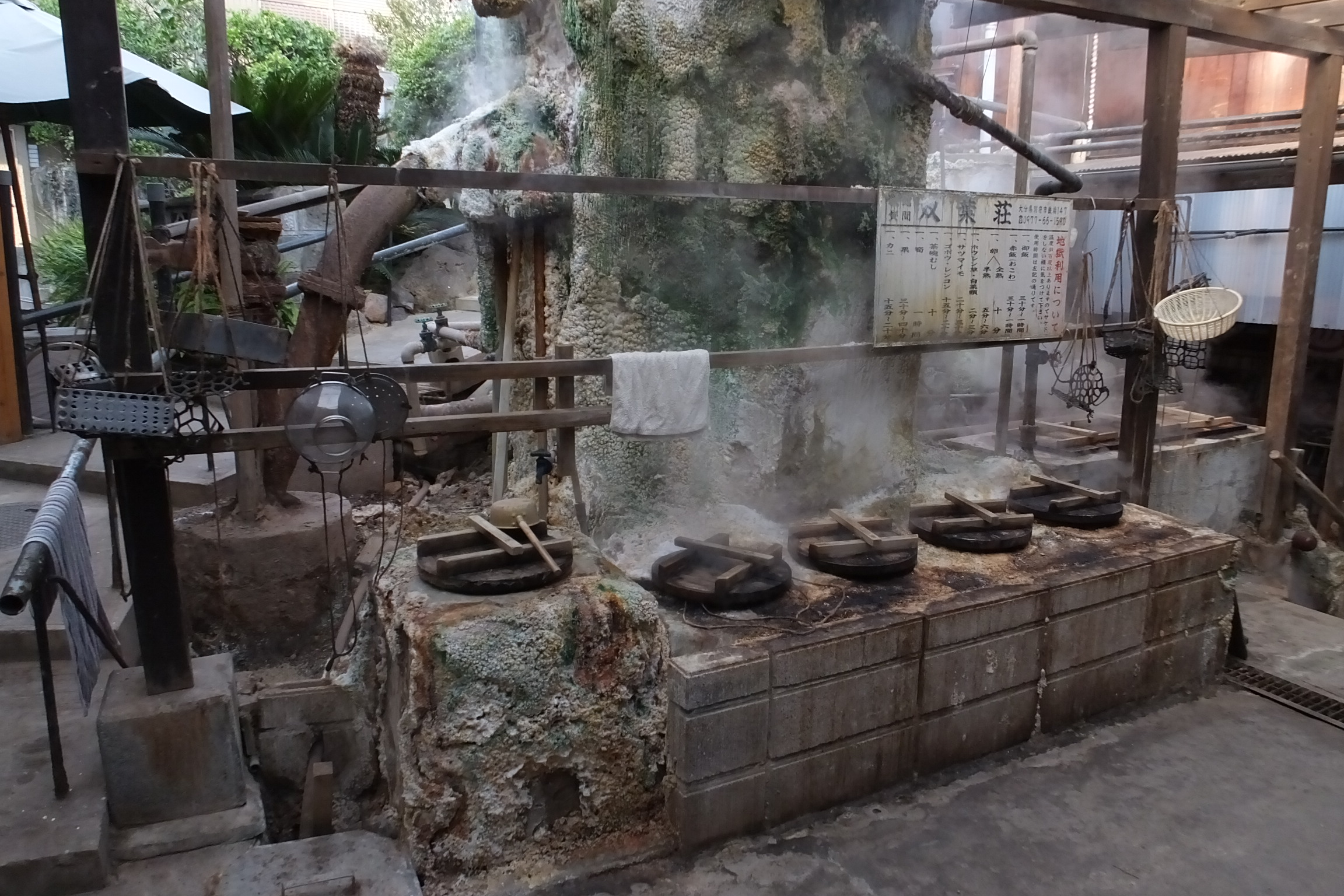
鉄輪温泉貸間旅館に見られる「地獄蒸し」設備（双葉荘）

鉄輪（かんなわ）温泉は、別府市街と明礬温泉との中間にあり、いまだに湯治場の雰囲気を残す温泉街。貸間旅館が建ち並び随所から湯けむりの立ち上る鉄輪温泉の景観は、明礬温泉とともに「別府の湯けむり・温泉地景観」の名称で国の重要文化的景観として選定されている。
湯治客は貸間旅館にある温泉の蒸気を利用した装置「地獄釜」で自炊しながら長逗留する。温泉の蒸気は部屋の暖房にも使われている。周辺に多様な地獄が存在することから分かるように、泉質も単純泉、食塩泉、炭酸鉄泉など多彩である。岩風呂・砂湯・瀧湯・露天風呂など、様々な温泉が楽しめる外湯のひょうたん温泉を代表に、大小多数の温泉施設や、食材の持ち込みも可能で手軽に地獄釜を利用できる地獄蒸し工房もある。別府地獄めぐりの中心に位置し、周辺には海地獄、鬼石坊主地獄、山地獄、かまど地獄、鬼山地獄、白池地獄などの観光施設や、大衆演劇の芝居小屋ヤングセンターなどの娯楽施設も存在する。鉄輪地獄地帯公園の付近には日本で最初の地熱発電に用いられた泉源跡があり、また、野菜・花きの温泉熱利用による栽培、育種の研究が行われている花き研究所がある。
開湯伝説によれば、鎌倉時代広大な地獄地帯であったこの地を一遍が火男火売神社祭神の導きで最初に整備したとされ、市営温泉「鉄輪むし湯」の向かいには、一遍が開いたとされる蒸し湯跡が今も残る。毎年9月には鉄輪湯あみ祭りが開催され、むし湯のそばの温泉山永福寺では、上人像を渋の湯などで洗い清める「湯あみ法要」が行われる。温泉街の山手の坂を登った先には温泉神社がある。

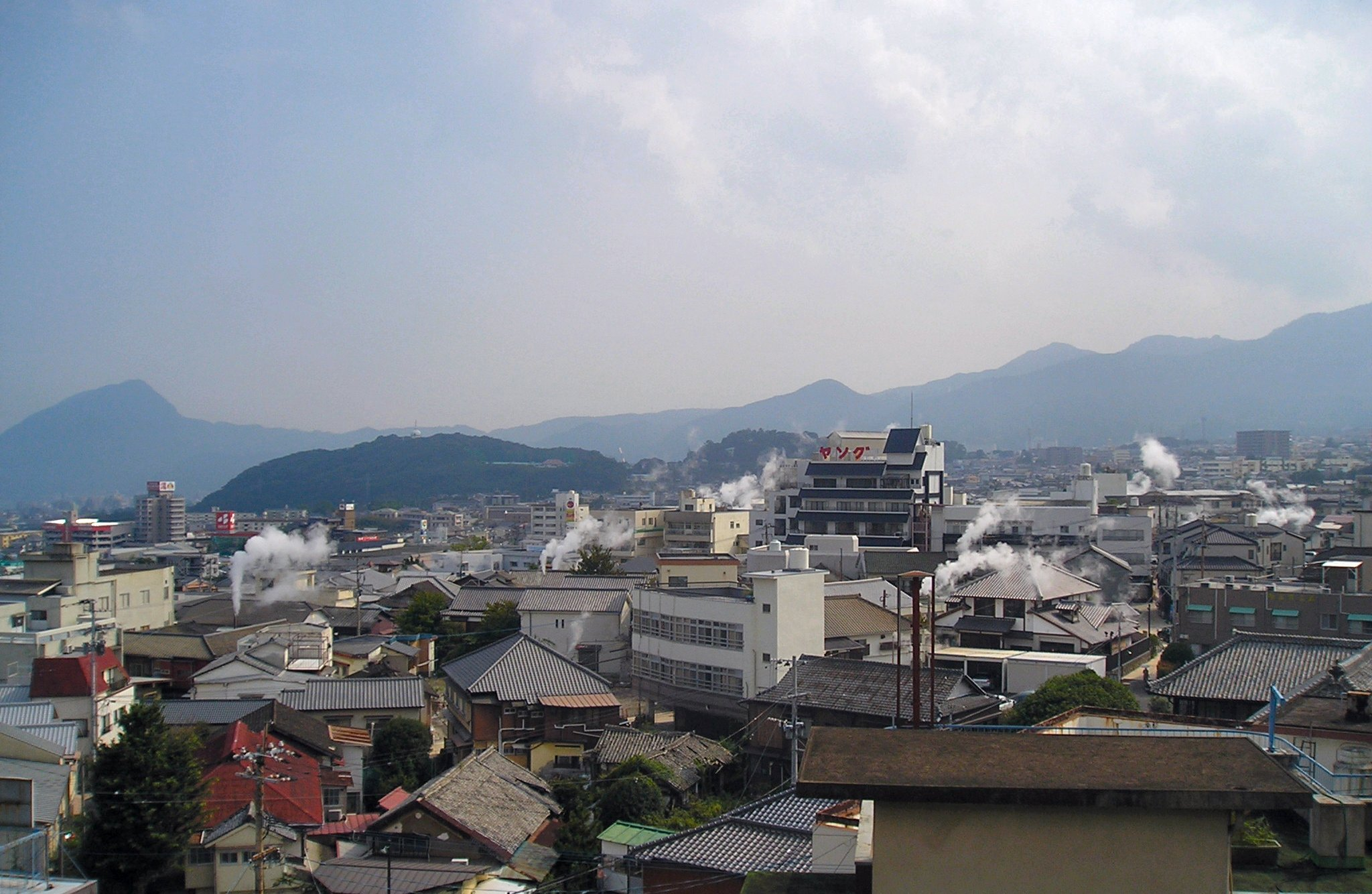
鉄輪の温泉街

### 柴石温泉
柴石（しばせき）温泉は、血の池地獄や龍巻地獄の一帯にある由緒ある温泉で、895年に醍醐天皇、1044年に後冷泉天皇が入湯したといわれている。柴石川に沿った谷間に市営温泉「柴石温泉」がある。泉質は、含鉄泉、硫酸塩泉などである。

### 亀川温泉
亀川（かめがわ）温泉は、JR亀川駅すぐの海沿いにある温泉街で、泉質はナトリウム・塩化物泉である。大正時代に開院した海軍病院（現・国立病院機構別府医療センター）を中心に発展し、1950年には別府競輪場が開設された。亀川駅の近くには市営温泉「浜田温泉」と浜田温泉資料館がある。一遍が九州に上陸した地点と言い伝えられている上人ヶ浜（別府大学駅近く）に、市営温泉「別府海浜砂湯」がある。

## 泉質
11種類の掲示用泉質のうち、以下の10種類が入浴用途に用いられている。なお、別府市は7種類が確認されているとしている。
- 単純温泉 - 別府温泉、浜脇温泉、観海寺温泉、鉄輪温泉、亀川温泉
- 二酸化炭素泉 - 別府温泉
- 炭酸水素塩泉 - 別府温泉、浜脇温泉、観海寺温泉
- 塩化物泉 - 別府温泉、浜脇温泉、鉄輪温泉、亀川温泉
- 硫酸塩泉 - 鉄輪温泉、柴石温泉
- 含鉄泉 - 明礬温泉、鉄輪温泉、柴石温泉
- 含アルミニウム泉 - 明礬温泉
- 含銅-鉄泉 - 明礬温泉
- 硫黄泉 - 堀田温泉、明礬温泉
- 酸性泉 - 堀田温泉、明礬温泉

※放射能泉（ラジウム温泉）も一部に湧出しているが、現在のところ入浴用途には用いられていない。
※掲示用泉質ではないが、別府温泉北浜地区の旅館群にある一部の源泉にはモール泉も湧出する。

## 歴史

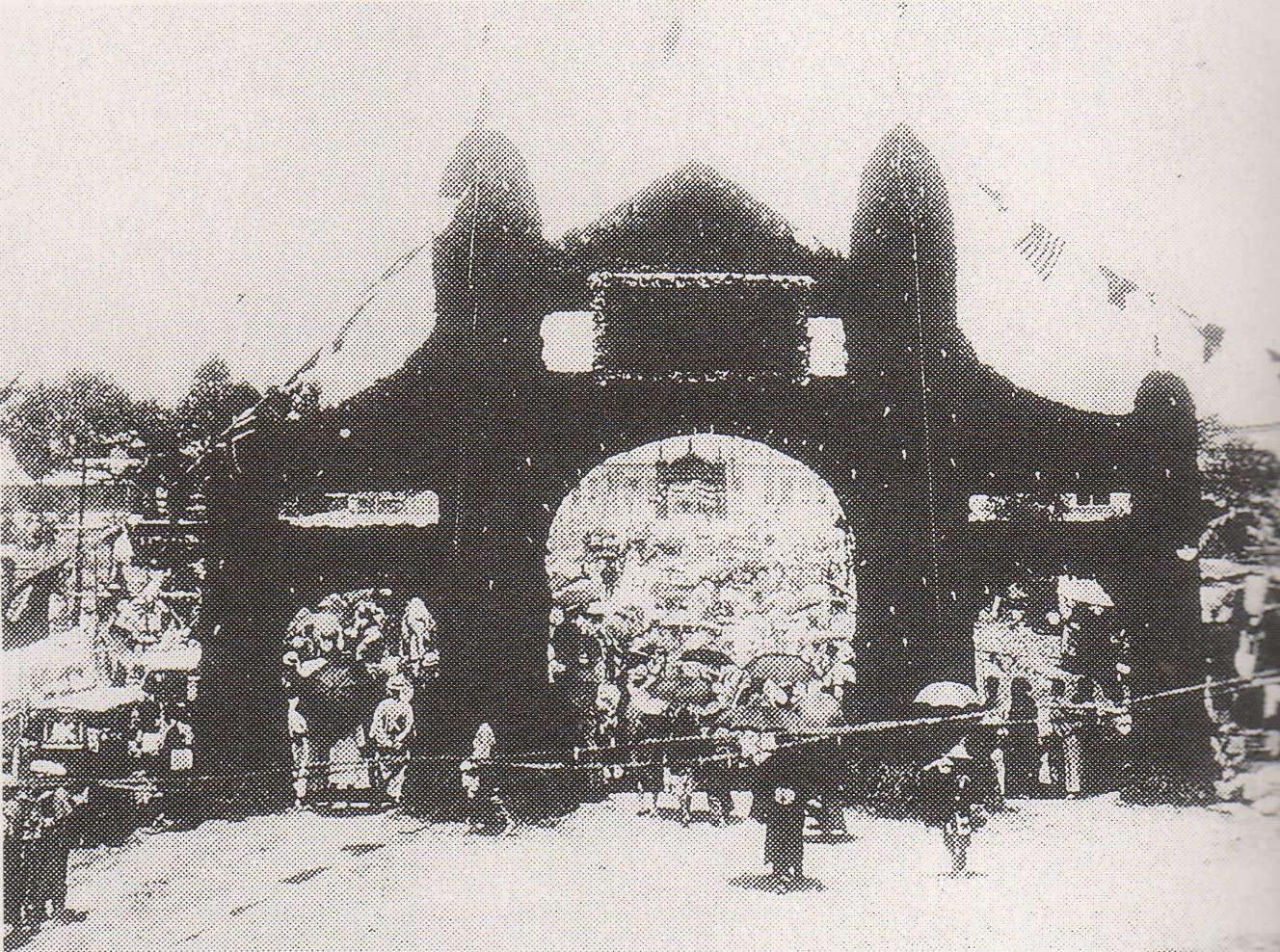
別府駅開業記念式典（1911年）

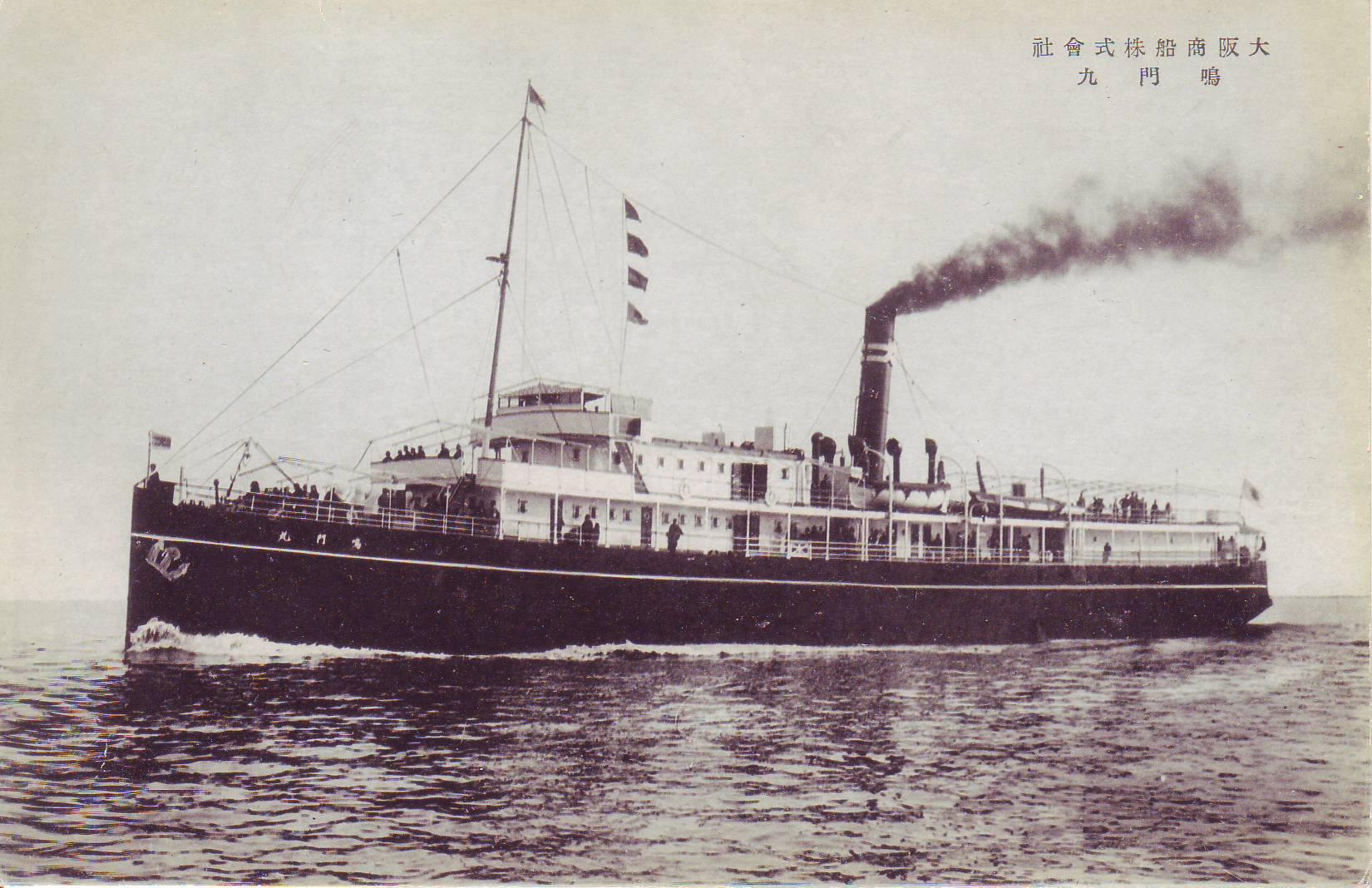
紅丸（1912年就航）

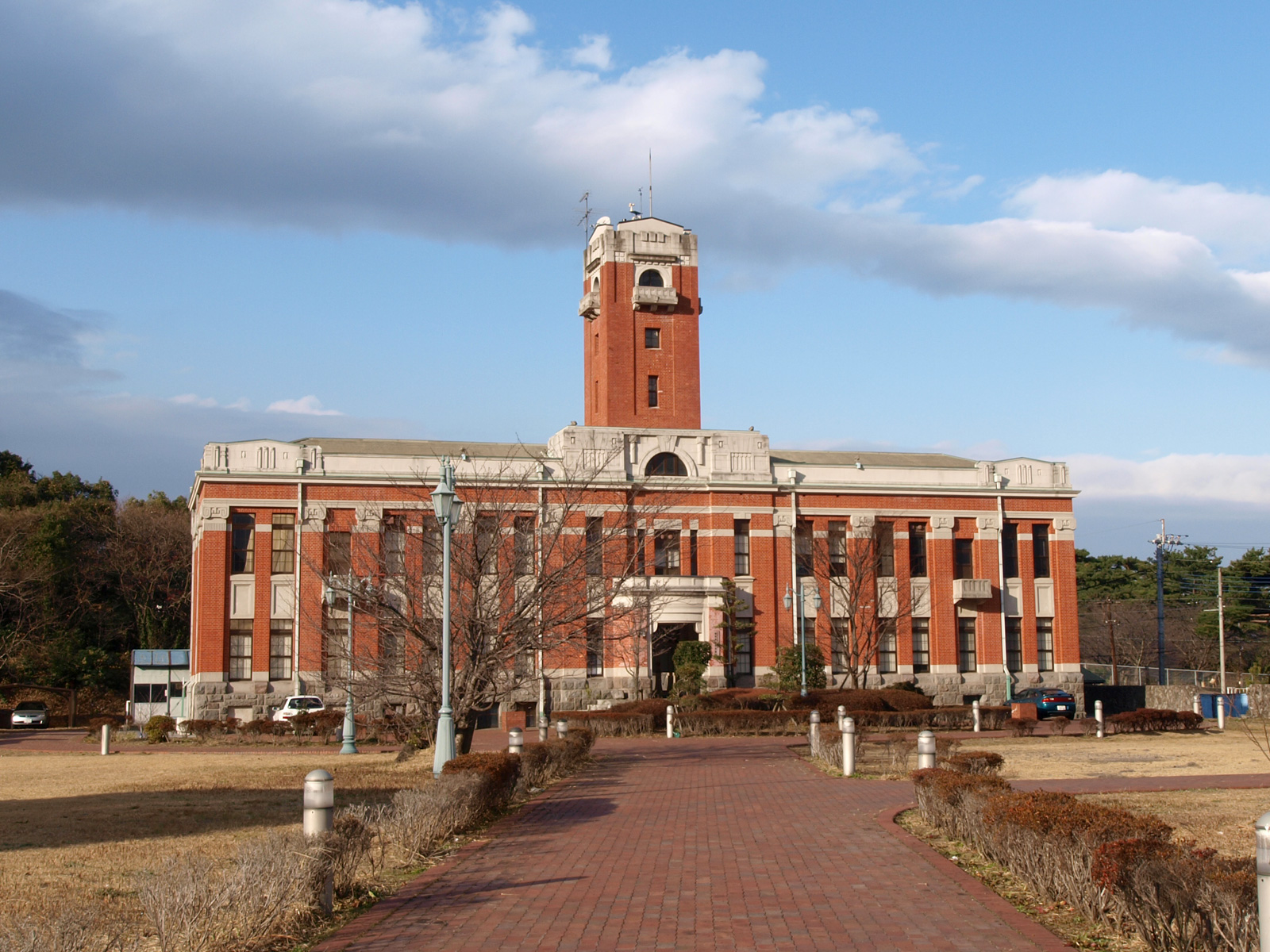
地球物理学研究所本館
（現・京都大学大学院理学研究科附属地球熱学研究施設本部、1923年竣工）

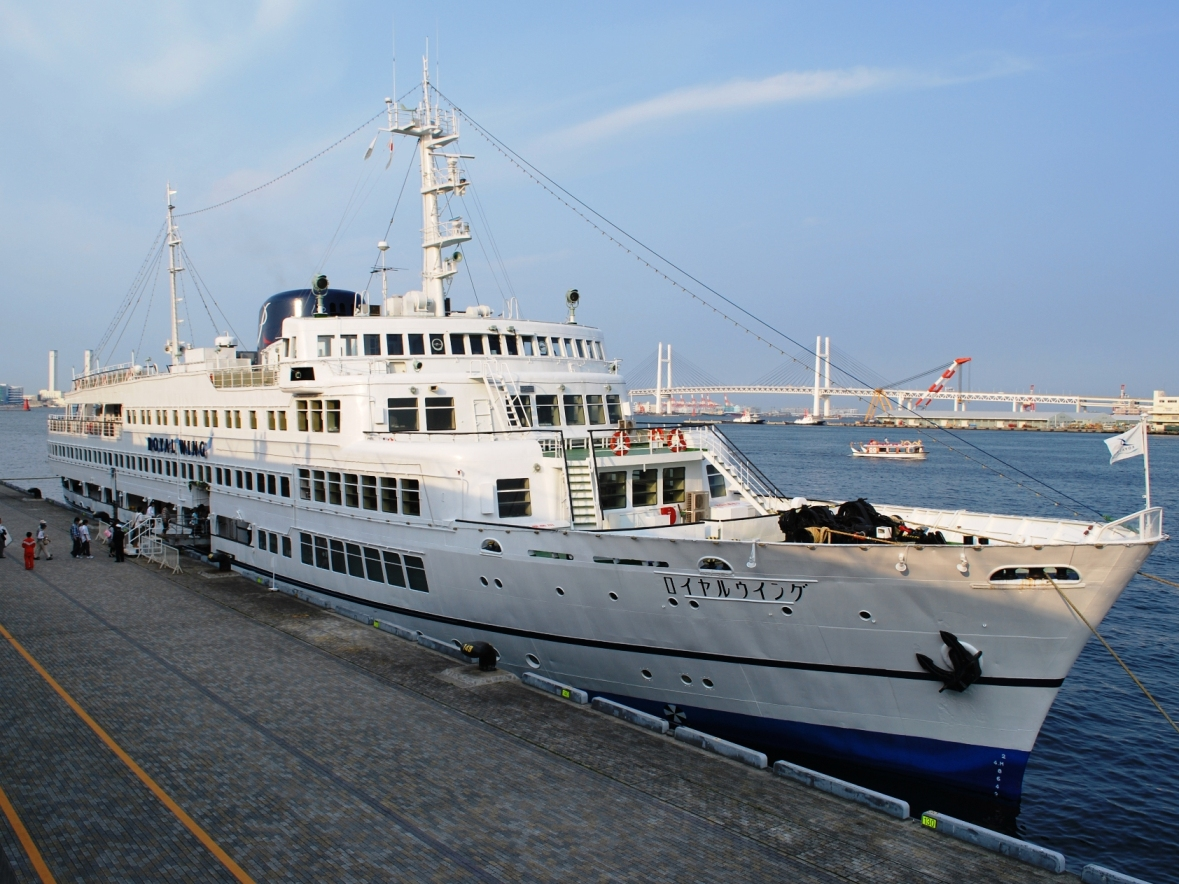
「瀬戸内海の女王」くれない丸（現・ロイヤルウイング）

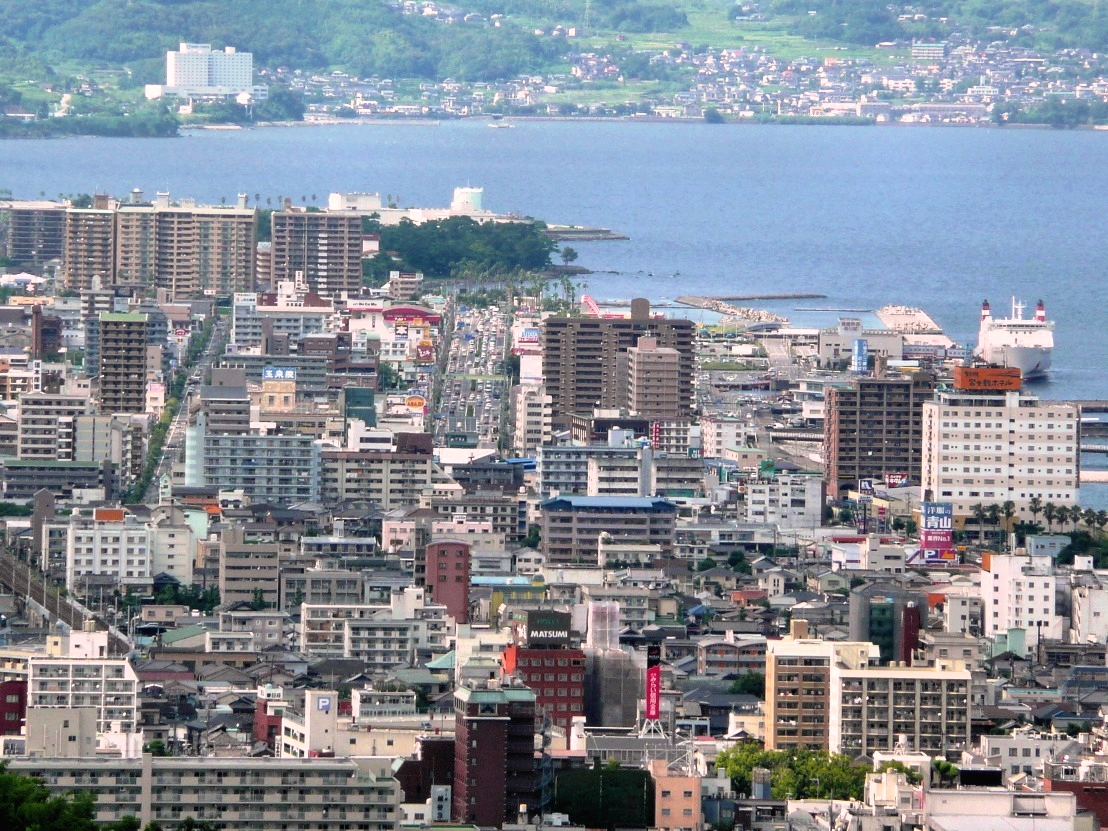
郊外には温泉付きマンションが林立するようになった（2008年）

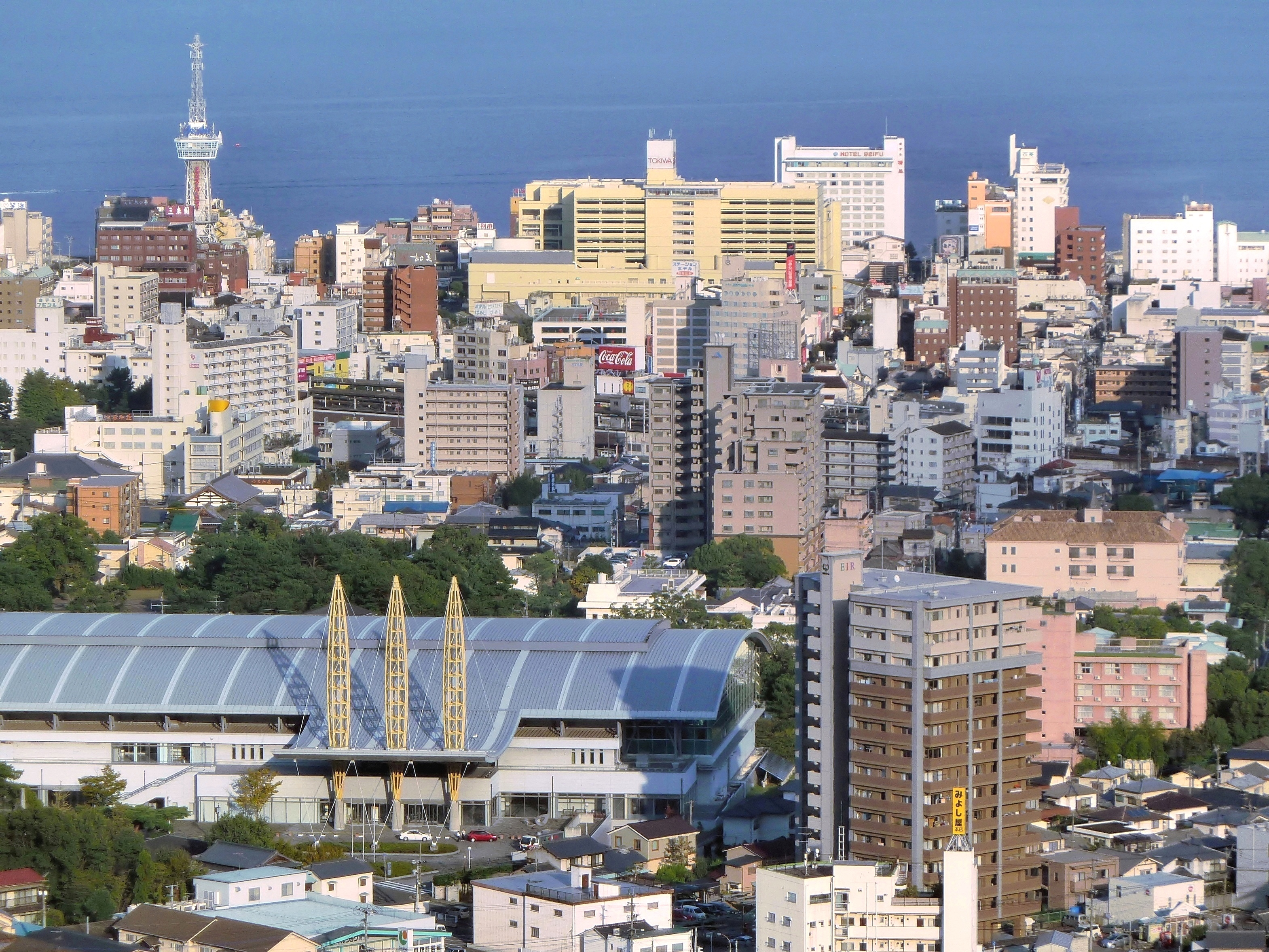
別府駅周辺（2010年）

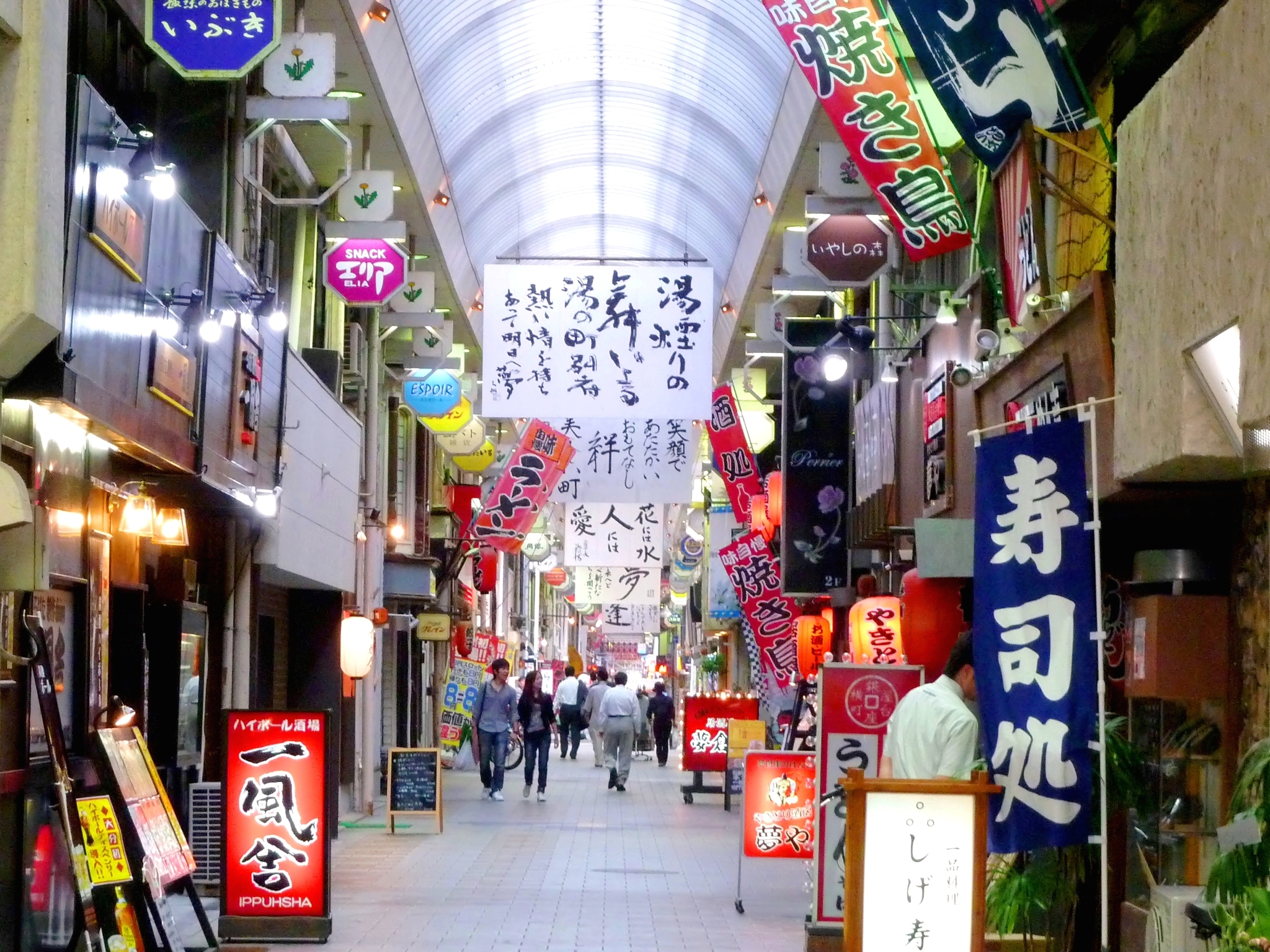
ソルパセオ銀座商店街。近年は飲食店の集積が進み再活性化、「platform」も立地する。

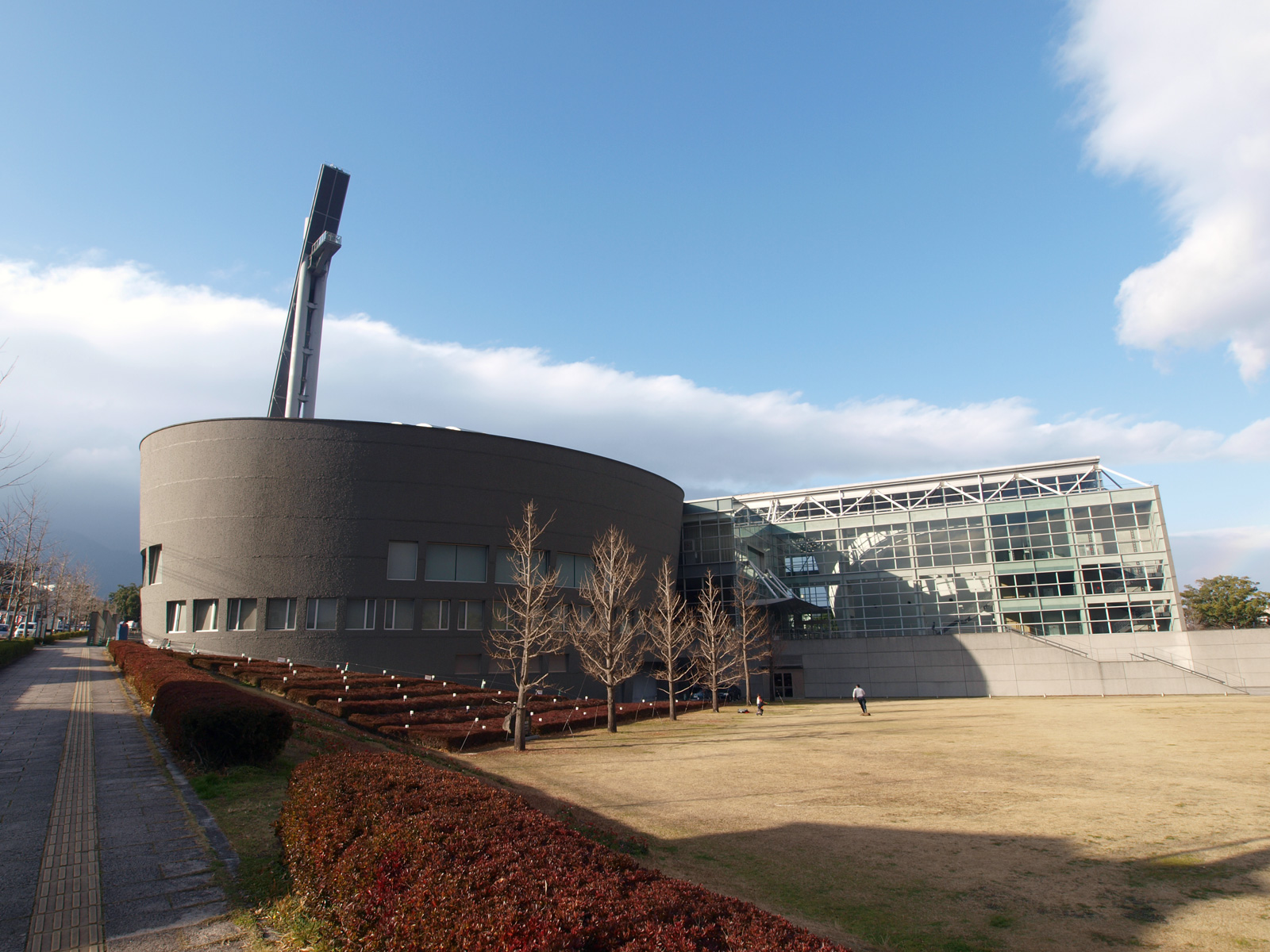
国際的な会議も開催される「ビーコンプラザ」と「グローバルタワー」

### 神話や開湯伝説と温泉街の形成
現代の別府市にあたる豊後国速見郡の鶴見岳山麓に温泉が湧くことは古代より広く知られていたが、鶴見岳の活発な噴火活動で荒地や沼地になっており、整備されていなかった。『豊後国風土記』や『万葉集』には、現在の柴石温泉の血の池地獄にあたる「赤湯の泉」や、鉄輪温泉の地獄地帯にあたる「玖倍理（くべり）湯の井」等についての記載がある。瀬戸内海を挟んで向かい合う伊予国（現代の愛媛県）について記した『伊予国風土記』逸文には、大国主命が鶴見山麓から湧く「速見の湯」を海底に管を通して道後温泉へと導き、少彦名命の病を癒したという神話が載る。771年（宝亀2年）に創祀されたとされる火男火売神社は、鶴見岳の2つの山頂を火之加具土命（）、火焼速女命（）の男女二柱の神として祀っており、別府八湯の守り神として信仰を集めている。
柴石温泉は平安時代、別府温泉と鉄輪温泉は鎌倉時代には湯治場として利用されていた。浜脇温泉は八幡朝見神社の門前町として栄え、鎌倉中期には大友頼泰が日名子太郎左衛門尉清元を温泉奉行とし、朝見川、永石川、流川沿いなどに湧出する温泉が整備されていた。流川の近くにあった楠温泉には元寇の役の戦傷者が保養に来た記録が残っている。鉄輪温泉は一遍が開いたと伝わる（「開湯伝説#一遍」参照）。
江戸時代には明礬温泉で明礬の生産が始まり、街道沿いの観海寺温泉や堀田温泉や亀川温泉が整備され、瀬戸内海沿岸各地から湯治舟が集まった。特に浜脇温泉と別府温泉は温泉番付では必ず上位に登場するなど、次第にそれぞれの温泉周辺に温泉街が形成され、庶民の湯治が一般的となった。これらの温泉街では湯治生活の必需品として炊事に用いる笊などの竹細工や、櫛などの柘植細工が盛んとなって現在も生産が続いており、工芸品としても発達した別府竹細工は国の伝統的工芸品にも指定されている。

### 山は富士 海は瀬戸内 湯は別府
明治時代に入り、別府では1882年（明治15年）に荒金猪六が「湯突き」と呼ばれる温泉掘削技術を導入し、自然湧出に依存していた温泉源を人為的に開発できるようになった。
交通では、1871年（明治4年）に県令の松方正義によって別府港の整備が完成していた。1873年（明治6年）には大阪開商社によって大阪航路が開かれ蒸気船「益丸」（18t）が就航し、2年後には他社の「満珠丸」「金刀比羅丸」「安全丸」「大西丸」「凌波丸」も就航して、大阪と別府を結ぶ瀬戸内航路は競争時代を迎えた。
1900年（明治33年）5月には、九州初で日本で5番目の開業となる路面電車「別大線」が走り、またその運行の為に日本で2番目となる火力発電所が設置され、その電力で街灯も整備されると別府の中心部流川界隈は夜も不夜城の賑わいを見せるようになる。1911年（明治44年）7月16日には別府駅が開業、1912年（明治45年）5月には観光開発を目的とした大阪商船の1000トン級客船「紅丸」（）が阪神・別府航路に就航し、柳原白蓮ゆかりの赤銅御殿、麻生別荘など財界の大物の別荘も多く建てられるようになった。
次第に発展を見せた別府には、駅と港の周辺に商店、劇場、芝居小屋が立ち並ぶ歓楽街が形成されたり、高温の温泉が噴出する地獄が観光施設として整備されたり、少女歌劇を売りにした鶴見園や当時珍しいケーブルカー（別府ラクテンチケーブル線）が話題を呼んだ別府遊園（現・ラクテンチ）といった遊園地なども作られたりした。一方で、海・陸軍の病院（現・国立病院機構別府医療センター、国立病院機構西別府病院）や、九州大学の温泉治療学研究所と付属病院（現・九州大学病院別府病院）、京都大学地球物理学教室附属地球物理学研究所（現・京都大学大学院理学研究科附属地球熱学研究施設）など、豊富な温泉資源を医療や科学に活かす施設も次々に建てられた。
そして、別府観光の父油屋熊八の登場により別府温泉の名は全国へと広まった。当時流行の鳥瞰絵師吉田初三郎を重用し、温泉マークや「山は富士 海は瀬戸内 湯は別府」というキャッチコピーを用いた別府温泉の宣伝手法は熊八のアイデアである。さらに、1928年（昭和3年）1月には別府地獄めぐり遊覧バスを運行し全国初の女性バスガイドの案内でまわる地獄めぐりは大人気となった。この頃、別府を舞台に大きな博覧会が催され、1928年（昭和3年）4月に開催された中外産業博覧会や、1937年（昭和12年）3月に開催された別府国際温泉観光大博覧会も多くの入場者を集めた。
ヘレン・ケラー、フランスの詩人ポール・クローデル、ピアニストのアルフレッド・コルトーといった欧米著名人も来訪した。
また、1929年（昭和4年）から1940年（昭和15年）までの間、旧日本海軍の連合艦隊が度々入港した。1933年（昭和8年）の記録では、2月9日に「鳥海」「摩耶」「高雄」「愛宕」など1万トン級の最新鋭重巡洋艦を中心とする第二艦隊29隻が、さらに2月21日には第一艦隊旗艦の「戦艦「陸奥」」以下35隻が別府湾に停泊し、沖合にずらりと並んだ艦船から上陸してくる延べ何万人もの将兵で別府の街は海軍一色となった。

### 高度経済成長と観光ブームの到来
太平洋戦争で戦災に遭うこと無く終戦を迎えた別府には戦後、進駐軍が駐留。占領終了後の高度経済成長期には新婚旅行や修学旅行などで最盛期を迎えた。1950年（昭和25年）には、国際観光文化都市の第1号として国際観光温泉文化都市に指定され、1957年（昭和32年）には別府温泉観光産業大博覧会が開催されると、別府競輪場や別府タワー、鶴見岳の別府ロープウェイ、九州横断道路（やまなみハイウェイ）が開業するなど観光施設の開発も相次ぎ、宿泊施設も急激に増大していった。当時、大阪との間を結ぶ瀬戸内航路は最盛期を迎え、1960年（昭和35年）には「瀬戸内海の女王」とも呼ばれたくれない丸が就航したのをはじめ、3000トン級クルーズ客船が、最大時6隻体制で新婚旅行客などを別府へと運んだ。
鉄輪、明礬、柴石の各温泉は、1985年（昭和60年）3月19日に国民保養温泉地に指定されるが、別府の観光客は1976年（昭和51年）をピークに既に減少に転じており、1980年代までは1200万人前後で推移したものの、1990年代のバブル崩壊後には1000万人台にまで落ち込んだ。観光客減少の原因としては、国内各地でのテーマパーク開園や海外旅行の一般化等の国民の余興と娯楽の多様化、団体旅行から個人旅行への変化等が挙げられている。
しかしながら、これだけの多様な温泉群が密集する地区は全国的にも珍しく、平成になって韓国などの日本国外からの利用客が増加した。さらに、人口10万人あたりの留学生数が日本一の大分県の中でも、立命館アジア太平洋大学などを抱える別府市は特に留学生が多く、アジアのみならずヨーロッパやアフリカ各地からの留学生も、別府特有の共同温泉を中心とした地域コミュニティにも積極的に溶け込んで生活している。そしてこのような国際都市としてのメリットを活かして、欧米からの外国人個人旅行者の受け入れを本格化する取り組みを進めている。

### 温泉資源活用の歴史
江戸時代、幕府の専売品である明礬（湯の花）の生産をほぼ独占的に行っていた別府では、1923年（大正12年）に大分県と別府町の援助で京都大学が地球物理学研究所を設置。1925年（大正14年）には日本で最初の地熱発電が行われ、戦後になっても温泉資源の活用に多角的に取り組んできた。1952年（昭和27年）4月に設立された大分県温泉熱利用農業研究所（現・花き研究所）では、野菜・花きの温泉熱利用による栽培、育種の研究が行われ、その他にも温泉による魚の養殖や、杉乃井ホテルでは消費電力の約半分を敷地内の地熱発電で賄っている。
最近では別府の多彩な泉質の源泉から取れる色とりどりの温泉泥の利用を、大分大学医学部、広島大学、日本文理大学、パドヴァ大学（イタリア）、大分県産業科学技術センターなどが共同で研究し、温泉泥美容ファンゴティカが開発されるなどしている。
医療分野においては、1912年（明治45年）には陸軍病院が、1925年（大正14年）には海軍病院が開院して温泉療法の実践が始まると、1931年（昭和6年）には九州大学の温泉治療学研究所（現在の九州大学病院別府病院）が設置され、温泉治療の研究が行われてきた。また太平洋戦争後は原子爆弾被爆者別府温泉療養研究所が開設され、被爆者援護においても温泉療法の研究が行われた。
このように別府において温泉資源の利活用が広範囲に及ぶようになったのは、明治期の上総掘りによる源泉掘削「湯突き」の発達によるところが大きい。明治12年（1879年）頃にこの技術が導入された結果、明治9年（1876年）には全て自然湧出であった泉源が、明治44年（1911年）には、自然湧出泉が17ヶ所であったのに対し、掘削泉は76ヶ所となった。温泉都市となった現在、市内には各町内ごとに住民がお金を出し合って設けた共同温泉が数百あるといわれており、自家源泉を持っている個人宅も少なくない。今では上総掘りから掘削機械に置き換わっているが、現在も複数の温泉供給会社が源泉数、湧出量ともに日本一の別府温泉を支えている。

### 別府八湯の再活性化
別府温泉では1996年（平成8年）8月8日8時8分8秒に有志が「別府八湯独立宣言」を発表し、それぞれの温泉の魅力の発信に取り組んだ結果、「別府八湯」の名が広く知られるようになった。近年では、行政による老朽化していた市営温泉のリニューアルや街並み整備などの一方、別府アルゲリッチ音楽祭、別府八湯温泉道、別府八湯温泉泊覧会（オンパク）など地域の活性化を図るため、資源や人材を活用した新しい模索や試みも行われている。特に、オンパク的地域活性化の手法は、全国の同じような悩みを持つ観光地へと輸出され、各地で成果を上げつつある。
そんな中、2008年（平成20年）7月9日付で『別府市中心市街地活性化基本計画』が内閣総理大臣の認定を受けたことで、別府温泉（北浜）界隈では、空き店舗を改装した交流施設「platform」がいくつか整備され、一部には別府竹細工の職人工房（platform 07）、セレクトショップ（platform 04）などの観光交流拠点が誕生している。さらに、これらの「platform」をメイン会場に、2009年（平成21年）4月11日から6月14日までの間にトリエンナーレ形式で第1回の別府現代芸術フェスティバル 混浴温泉世界が開催されている。
温泉都市として発達し、戦災も免れた別府には、永瀬狂三設計の京都大学地球物理学研究所（現・京都大学大学院理学研究科附属地球熱学研究施設）本館や、吉田鉄郎設計の別府市公会堂、別府郵便局電話事務室（現・別府市児童館）など、良質な近代建築が今も残っている。観光ボランティアガイドが別府八湯の各エリアの街の魅力を紹介しながら案内する別府八湯ウォークが12コースあり、コースによっては毎日まち歩きツアーが開催されているものもある。
別府観光の歴史を伝える絵葉書、ポスター、レコードなど約2万点の資料が私設博物館「平野資料館」に所蔵されている。
また、1995年（平成7年）にコンベンション施設ビーコンプラザを整備している別府は国際会議観光都市の認定も受けており、2007年（平成19年）12月には第1回アジア太平洋水サミットが、2010年（平成22年）8月には 2010年日本APECの成長戦略ハイレベル会合が開催された。

## アクセス
空路
- 大分空港から空港連絡バス（大分交通エアライナー）で40分。
- 北九州空港から高速バス（大分交通・亀の井バスBeppu Express）で90分。
- 福岡空港国際線ターミナルから高速バス（とよのくに号）で2時間。

自動車
- 福岡方面からは大分自動車道経由東九州自動車道別府IC・県道52号利用。
- 北九州方面からは東九州自動車道別府IC・県道52号または国道10号利用。
- 熊本方面からはやまなみハイウェイ（県道11号）利用。

海路
- 別府国際観光港には、大阪南港から商船三井さんふらわあ、愛媛県八幡浜港から宇和島運輸のフェリーが就航。港から別府市中心部（北浜）まではバスで10分。

鉄道
- 九州旅客鉄道（JR九州）日豊本線別府駅、亀川駅、別府大学駅、東別府駅下車。

バス
- とよのくに号（福岡方面）、九州横断バス（由布院、黒川温泉、阿蘇、熊本方面）、サンライト号（長崎方面）、別府ゆけむり号（広島方面）、SORIN号（大阪・京都方面）。

## 指定・推薦項目

### 文化財
別府市指定文化財一覧、大分県指定文化財一覧、温泉関連の文化財一覧も参照のこと。
- 登録有形文化財
  - 京都大学大学院理学研究科附属地球熱学研究施設本館（1997年6月12日登録）
  - 竹瓦温泉（2004年6月9日登録）
  - 浜田温泉資料館（2006年8月3日登録）
  - 冨士屋旅館主屋・石垣・石段・前門（2001年11月20日登録）
- 登録有形民俗文化財
  - 別府の湯突き用具（2020年1月17日登録）
- 重要無形民俗文化財
  - 別府明礬温泉の湯の花製造技術（2006年3月15日指定）
- 名勝
  - 別府の地獄（2009年指定）
- 重要文化的景観
  - 別府の湯けむり・温泉地景観 - 鉄輪温泉、明礬温泉（2012年9月19日選定）
- 大分県指定天然記念物
  - 鶴見の坊主地獄（1959年3月20日指定）

### その他
- 国際観光温泉文化都市
  - 国際観光文化都市の第1号。
- 国民保養温泉地
  - 鉄輪温泉、明礬温泉、柴石温泉
- 日本百名湯
  - 鉄輪温泉、明礬温泉
- 名湯百選
  - 鉄輪温泉、明礬温泉、柴石温泉
- 日本新八景
- かおり風景100選
  - 別府八湯の湯けむり
- 大分百景
  - 別府温泉、鉄輪地獄地帯、亀川温泉、観海寺温泉・乙原高台
- おおいた遺産
  - 明礬温泉の湯の花小屋、鉄輪温泉の湯煙、竹瓦温泉
- 近代化産業遺産
  - 近代化産業遺産群 続33（大衆観光旅行） - 竹瓦温泉、竹瓦小路アーケード（2009年2月6日認定）
- ミシュランガイド
  - 鉄輪温泉にある「ひょうたん温泉」は、フランスの『ミシュラン実用旅行ガイド』で3つ星の評価を受けた。また、海浜砂湯も2つ星の評価を受けている。